# Waldstein (Zell im Fichtelgebirge)
Waldstein ist ein Gemeindeteil des Marktes Zell im Fichtelgebirge im Landkreis Hof (Oberfranken, Bayern). Waldstein liegt in der Gemarkung Sparnecker Forst.

## Geografie
Die Einöde liegt inmitten des Sparnecker Forstes auf dem Großen Waldstein (837 m ü. NHN). In der nächsten Umgebung befinden sich einige Naturdenkmäler und Geotope. Im Osten grenzt das Naturschutzgebiet Teufelstisch an. Eine Anliegerstraße führt einen Kilometer nordöstlich zur Kreisstraße HO 18.

## Geschichte
1853 wurde neben der Waldsteinburg das „Hospiz Waldstein“ errichtet. Es war die Unterkunft des königlichen Waldwärters. 1965 wurde das Gebäude vom Fichtelgebirgsverein übernommen; 1993 wurde es wesentlich modernisiert.

### Baudenkmäler
- Bärenfang[8]
- Burgruine Waldstein[8]
- Grenzsteine[8]

### Einwohnerentwicklung
| Jahr      | 1861   | 1871   | 1885   | 1900   | 1925   | 1950   | 1961   | 1970   | 1987   | 2005  | 2010  | 2015  |
| Einwohner | 5      | 3      | 4      | 6      | 6      | *      | 5      | 4      | 0      | 3     | 3     | 3     |
| Häuser    |        |        | 1      | 1      | 2      | *      | 1      |        | 1      |       |       |       |
| Quelle    | [ 10 ] | [ 11 ] | [ 12 ] | [ 13 ] | [ 14 ] | [ 15 ] | [ 16 ] | [ 17 ] | [ 18 ] | [ 1 ] | [ 1 ] | [ 1 ] |

## Religion
Waldstein ist bis heute nach St. Gallus (Zell im Fichtelgebirge) gepfarrt und evangelisch-lutherisch geprägt.